# Diagnóstico psiquiátrico
Diferentemente dos outros ramos da Medicina, na Psiquiatria não se fala em doenças, mas em transtornos, porque as alterações mentais e de comportamento não possuem um fator etiológico único. Na verdade, transtornos psiquiátricos têm graus variáveis de fatores biológicos, psicológicos e sociais. 
Atualmente, o diagnóstico psiquiátrico é baseado na psicopatologia, que é a minuciosa observação dos quadros apresentados pelos pacientes. Os sistemas de classificação atuais, Classificação Internacional de Doenças (10a edição) - CID-10 e a Manual Diagnóstico e Estatístico de Desordens Mentais (5a edição) - DSM-V apresentam critérios operacionais claros, que possibilita a padronização do diagnóstico psiquiátrico no mundo todo. Esse tipo de padronização é essencial para a pesquisa, mas na prática clínica os critérios são parcialmente flexibilizados. O diagnóstico permite uma prática clínica baseada em evidências científicas, e por isso é essencial para a psiquiatria. Diferentemente do diagnóstico psicológico, o diagnóstico psiquiátrico não é interpretativo, e sim fenomenológico.

## Síndrome, transtorno e doença
Uma síndrome é um conjunto de sinais e sintomas que podem ser apresentados por um paciente em um determinado momento. Uma mesma síndrome pode estar presente em vários transtornos diferentes, como a síndome delirante-alucinatória que caracteriza-se principalmente por delírios e alucinações, mas pode estar presente na esquizofrenia ou no transtorno bipolar do humor. Por outro lado uma pessoa com um determinado transtorno psiquiátrico pode apresentar diferentes síndromes ao longo do tempo, como um esquizofrênico que em um momento apresenta uma síndrome negativista e em outro apresenta uma síndrome delirante-alucinatória. A definição de transtorno inclui, além dos sinais e sintomas, outras informações como a evolução, prognóstico e resposta a tratamentos, mas não inclui o fator etiológico. As doenças têm etiologia bem definida, como o meningococo que causa a meningite bacteriana. 

## Diagnóstico multiaxial
A DSM-IV conta com o diagnóstico multiaxial, que possibilita uma avaliação mais adequada e aprofundada dos pacientes porque possui diferentes eixos. Cada pessoa recebe um diagnóstico em cada um desses eixos, e esses diagnósticos podem ou não estar relacionados entre si. 
- Eixo I: Transtornos psiquiátricos clínicos, incluindo transtornos do desenvolvimento e aprendizado;
- Eixo II: Transtornos de personalidade, transtornos invasivos do desenvolvimento e retardo mental;
- Eixo III: Condições médicas agudas ou doenças físicas;
- Eixo IV: Fatores ambientais ou psicossociais contribuindo para os transtornos;
- Eixo V: Avaliação funcional global (Global Assessment of Functioning) ou Escala de Avaliação Global para Crianças (Children’s Global Assessment Scale) para jovens abaixo de 18 anos (numa escala de 0 a 100). [1]

O professor brasileiro José Leme Lopes foi um dos pesquisadores que apresentou contribuições significativas para a elaboração desse sistema.

O DMS-V utiliza uma avaliação dimensional na descrição da patologia. Para isso, tenta justificar o abandono do diagnóstico multiaxial em favor do dimensional.

## A visão sistêmica do diagnóstico psiquiátrico
Dentro da visão sistêmica da psiquiatria, o conceito tradicional de "doença" é desconstruído, e como uma ciência que requer o estudo das múltiplas variáveis em cada situação a ser estudada e tratada. Os psiquiatras sistêmicos propõem uma reflexão sobre os fundamentos da epistemologia da ciência. São explicitadas as bases de um novo paradigma, "complexo", em direção ao qual caminha a ciência contemporânea. Entre as implicações de tal paradigma para a psiquiatria estão a superação das tendências reducionistas; a compreensão de que o ser humano, por natureza (sendo interdependente do grupo sociofamiliar) se molda culturalmente e de que nenhuma abordagem pode, isoladamente, abarcar toda a complexidade da condição humana; e um entendimento do diagnóstico psiquiátrico como um ato semiótico (simbólico), o qual participa também da construção da doença. 

## Fatores subjetivos e sociais do diagnóstico
Debates culturais e científicos promovidos a partir da criação da Associação Psiquiatria Democrática, na Itália, deram origem à Reforma psiquiátrica (a partir dos anos 70), seguida por outros países posteriormente (nas décadas seguintes). Um dos autores que participou desse movimento, Giovanni Jervis, registrou em sua obra que o diagnóstico psiquiátrico é "o resultado o resultado de um juízo, ou seja, da decisão de valorizar acima dos demais, alguns dos aspectos do comportamento do indivíduo. Quer dizer, é o resultado de uma opção entre os diferentes aspectos da maneira de se comportar de um indivíduo submetido ao diagnóstico (sendo que, como os antropólogos, sociólogos e pesquisadores sobre comunicação já constataram, os aspectos subjetivos do próprio avaliador influem nas respostas do avaliado). O diagnóstico psiquiátrico não é mais que uma maneira, só que mais oficial, mais técnica e menos compreensível, de expressar um juízo sobre uma pessoa. Esses juízos são inevitáveis: todos classificamos as pessoas como estúpidas, inteligentes, egoístas, simpáticas, antipáticas, etc...
Expressamos esses juízos, e resumimos neles uma série de “sinais e sintomas” que observamos. A Psiquiatria realiza a mesma operação, com uma diferença muito importante:  a ‘etiqueta’ (rótulo) psiquiátrica tem consequências sociais muito mais graves.  Assim, então, os diagnósticos psiquiátricos se tornam designações mais “técnicas” e autoritárias, sem deixar de ser, no fundo, tão primitivas quando as opiniões que as pessoas tem umas a respeito das outras. Na verdade, um diagnóstico psiquiátrico esclarece muito pouco sobre uma pessoa (sobre sua vida, seus sentimentos, seu contexto, seus problemas, ou como ajudá-la)." 

## Consequências sociais e jurídicas do diagnóstico
Jervis observa ainda que esse tipo de diagnóstico tem consequências sociais e inclusive jurídicas (entrando na esfera da Psiquiatria Forense):  "O maior problema, no entanto, é que esse tipo de diagnóstico é sempre um juízo de valor fortemente desvalorizante que, sem dúvida, denigre e estigmatiza a imagem  pessoal (afetando a autoestima do indivíduo “etiquetado”). Definir um indivíduo, como por exemplo uma pessoa  inconformista com o “status quo”, como tendo uma “personalidade psicopática” ou “suspeito de esquizofrenia”, significa atribuir um significado doentio a todos os seus pensamentos e atos, introduzindo uma “dúvida social” que ele carregará para o resto da vida.  Neste sentido, o diagnóstico psiquiátrico pode se tornar um juízo totalitário, criando a imagem de um indivíduo “monoprogramado”, quer dizer, alguém “robotizado” pela “loucura”, um ser perigosamente irresponsável. Por estes motivos, o diagnóstico psiquiátrico deveria ser utilizado o mais raramente possível.  A única justificativa para sua existência seriam breves indicações de caráter realmente técnico (quer dizer, que fossem úteis para resolver problemas que estivessem causando sofrimento para as pessoas)". 

## Empatia para o diagnóstico psiquiátrico
Os problemas levantados por Jervis não resolvem a questão da necessidade do diagnóstico, pedido pelos próprios pacientes quando vão ao médico. O que se pode fazer, então, quando a pessoa se encontra nessa situação, necessitando de ajuda, que não seja rotulá-la ?  Uma solução já havia sido  apresentada (em 1913) por Karl Jaspers, consagrado  Psiquiatra e Filósofo, que propôs um diagnóstico “fenomenológico”, quer dizer, “apresentar de maneira viva, analisar em suas inter-relações, delimitar, distinguir do modo mais preciso possível e designar com termos fixos os estados psíquicos que os pacientes realmente vivenciam”. Isso significa tentar captar os sinais e sintomas “de dentro”, quer dizer, “como os pacientes realmente vivenciam”,  fazendo uma forma de diagnóstico que utilize o conhecimento da empatia (empaticologia), para que o diagnóstico não seja um “rótulo”. Na construção da própria Classificação Internacional de Doenças (CID-10), se pode notar o caráter descritivo dos sinais e sintomas ao invés de interpretativo.